# La crociata dei bambini (Capossela)
La crociata dei bambini è un singolo del cantautore italiano Vinicio Capossela, pubblicato il 24 febbraio 2023, primo estratto dall'album Tredici canzoni urgenti

## Descrizione
Il 24 febbraio 2023, ad un anno dall'invasione russa dell'Ucraina, pubblica il brano La crociata dei bambini ispirato al poema di Bertolt Brecht La crociata dei ragazzi (1942, in Italia edito da Einaudi nel 1959) che affronta il tema della "peggiore delle catastrofi: la guerra, con tutto il corollario di avvelenamento, di semplificazione, di inflazione, di vanificazione di ogni sforzo “culturale”".

## Video musicale
Il video musicale è stato pubblicato in concomitanza al lancio del singolo sul canale YouTube del cantante

## Tracce
Testi e musiche di Vinicio Capossela.
1. La crociata dei bambini – 5:48